# Construtor
Construtor em linguagens de programação orientadas a objeto é um método chamado assim que uma nova instância do objeto for criada. Tal método geralmente é responsável pela alocação de recursos necessários ao funcionamento do objeto além da definição inicial das variáveis de estado (atributos).

## Exemplos

### C++
```
class
 
Ponto

{

public
:

      
// Constructor

      
Ponto
()

      
:
 
x
 
(
 
0
 
)

      
:
 
y
 
(
 
0
 
)

      
{

      
}

      
float
 
x
;
 
// ponto no eixo das abscissas

      
float
 
y
;
 
// ponto no eixo das ordenadas 

};

```

### Python
```
class
 
Ponto
:

   
ponto1
,
 
ponto2
,
 
nome
 
=
 
None
,
 
None
,
 
None

   
def
 
__init__
(
self
,
 
nome
):

     
# referências do construtor

     
self
.
ponto1
 
=
 
None

     
self
.
ponto2
 
=
 
None

     
self
.
nome
 
=
 
nome

```

### Java
```
 
public
 
class
 
MinhaClasse
 
{
  

     
public
 
MinhaClasse
()
 
{
 
//esse é o metodo construtor  

         
System
.
out
.
println
(
"Oi!"
);
  

     
}
  

 
}

```

### Delphi
```
interface

type

  
Exemplo
 
=
 
class

private

  
//declaração da campos.

  
FX
:
 
Integer
;

  
FY
:
 
Integer
;

public

  
//declaração do construtor. 

  
constructor
 
Create
;

end
;

implementation

//definição do construtor. 

constructor
 
Exemplo
.
Create
;

begin

  
FX
 
:=
 
0
;

  
FY
 
:=
 
0
;

end
;

end
.

```

### Visual Basic
```
Public
 
Class
 
Exemplo

    
'Declaração de variável de instância

    
Private
 
variavel
 
As
 
Single

    
'construtor padrão da classe

    
Public
 
Sub
 
New
()

        
variavel
 
=
 
0

    
End
 
Sub

    
'sobrecarga do contrutor com um argumento

    
Public
 
Sub
 
New
(
ByVal
 
variavel
 
As
 
Single
)

        
Me
.
variavel
 
=
 
variavel

    
End
 
Sub

End
 
Class

```

### PHP
```
class
 
Exemplo

{

    
// Exemplo de parametros

    
public
 
function
 
__construct
(
$Filtro
 
=
 
''
,
 
$Paginar
 
=
 
false
,
 
$Ordem
 
=
 
'id_tabela'
)

    
{

        
$this
->
funcoes
 
=&
 
$GLOBALS
[
'arquivo'
];

        
$this
->
bancoDeDados
 
=&
 
$GLOBALS
[
'arquivo'
];

        
if
 
(
!
empty
(
$Filtro
))

        
{

            
return
 
$this
->
consultar
(
$Filtro
,
 
$Paginar
,
 
$Ordem
);
 
// consultar é um metodo da classe

        
}
	
    
}

}

```